# Doris Ratsimbazafy
Pour les articles homonymes, voir Ratsimbazafy.
Ange Doris Ratsimbazafy, née le 1er mai 1974, est une athlète malgache.

## Carrière
Doris Ratsimbazafy est d'abord handballeuse de 1989 à 1998, remportant notamment le championnat de Madagascar, et judokate de 1994 à 1996, étant vice-championne de Madagascar.
Elle est médaillée de bronze du lancer du poids aux Championnats d'Afrique de 2010 à Nairobi.
Elle obtient trois médailles d'or au lancer du poids, au lancer du marteau et au lancer du disque lors des Jeux des îles de l'océan Indien 2007 à Antananarivo
Elle est championne de Madagascar du lancer du marteau en 1999, 2001, 2003 et 2004, du lancer du disque en 1995, 1996, 1997, 1998, 1999, 2000, 2001, 2003 et 2004 et du lancer du disque en 1996, 1997, 1998, 1999, 2000, 2001, 2003 et 2004.